# Fantastic Girl
Fantastic Girl – szósty album Lee Jung-hyun, wydany 10 października 2006 r.

## Lista utworów
1. FunFun (feat. Double K) (00:03:03)
2. 나만봐 (Namanbwa) Just Look At Me (00:03:50)
3. 틀 (Teul) Formula (00:03:35)
4. 철수야 사랑해 (Cheolsuya Saranghae) I Love You, Cheol Soo (00:03:15)
5. Welcome to my style (00:03:42)
6. 달려 (Dallyeo) Run (00:03:29)
7. 남자는여자를귀찮게 해 (Namjaneun Yeojareul Gwichankehae) Men Annoy Women (00:03:41)
8. 어떻게 (Uhdukhe) How (00:03:51)
9. 또 사랑할 수 있을까 (Tosaranghalsu Itseulka) Will I Be Able To Love Again? (00:04:45)
10. 연가 (Yeonga) Love Song (00:03:15)
11. All In (00:03:38)
12. 니 남자를 줘 (Ni Namjareul Jwo) Give Me Your Man (00:03:46)